# District de Changping

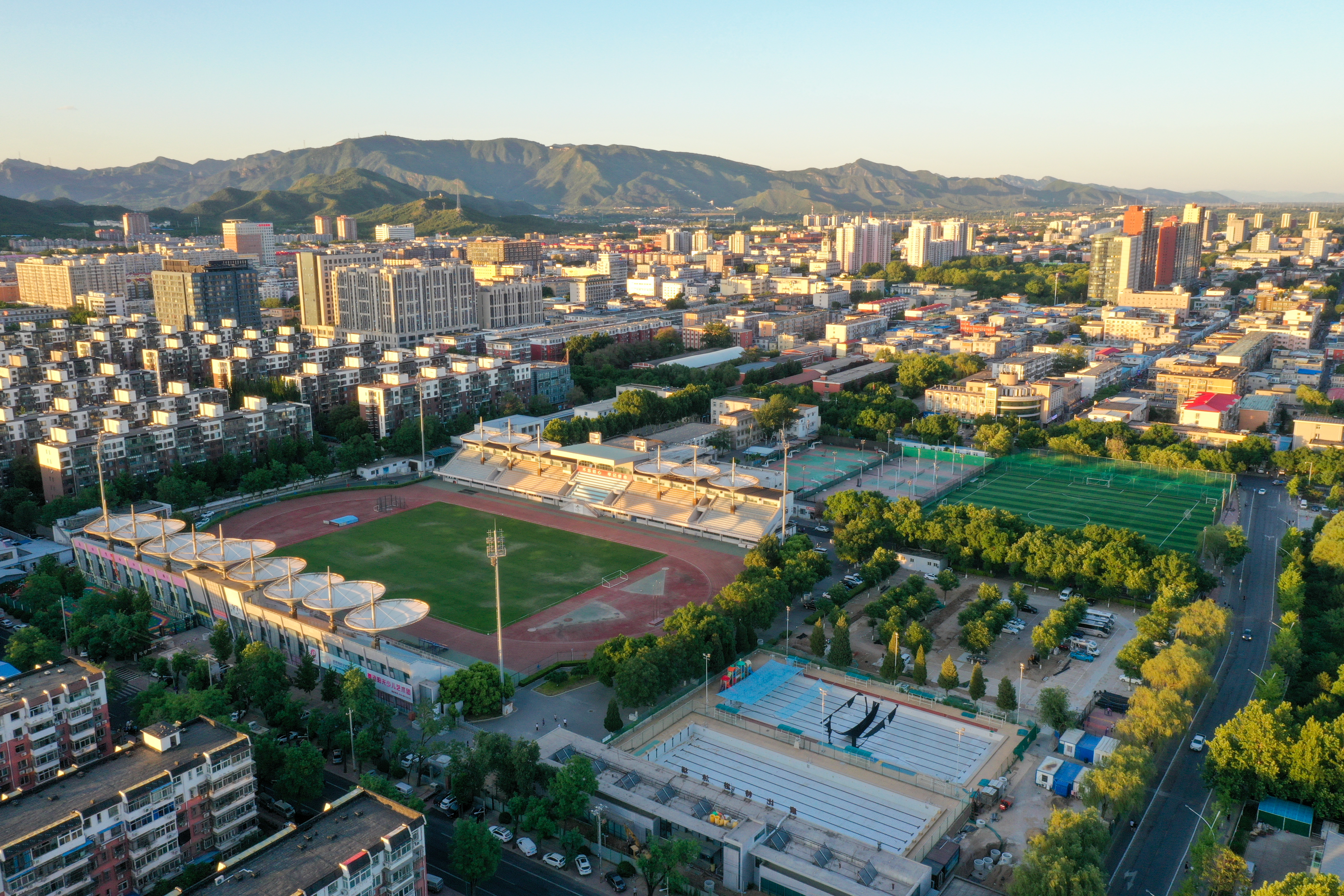

Le district de Changping (chinois : 昌平区 ; pinyin : chāngpíng qū) est un district de la municipalité de Pékin, situé au nord-ouest de son centre-ville, en Chine.
Il abrite notamment le site des tombeaux Ming, sépultures de treize des seize empereurs de la dynastie Ming, à une dizaine de kilomètres au nord de la ville.
La gare de Nankou, dans le bureau de quartier de Nankou (zh), est une gare de la ligne du Transmongol.